# Cantonul Avignon-Ouest
Cantonul Avignon-Ouest este un canton din arondismentul Avignon, departamentul Vaucluse, regiunea Provence-Alpes-Côte d'Azur, Franța.

## Comune
- Avignon (parțial)